# 米ノ津駅
米ノ津駅（こめのつえき）は、鹿児島県出水市下鯖町にある肥薩おれんじ鉄道線の駅である。駅番号はOR15。鹿児島県最北端の駅。

## 歴史

### 駅名の由来
開業当時の地名（出水郡米之津町）が由来。
古くは「米之津」と書かれていた。「米ノ津」の「米」は「米」、「津」は「港」を表す言葉で、読んで字の如く「米の積出港」を意味する地名である。この地は古くから稲作が盛んだった上に米ノ津川の河口に作られた集落だったため、港では米の出入りが多かったことから「米之津」という地名が生まれ、駅名は「之」を簡素化して「米ノ津」になった。

### 年表

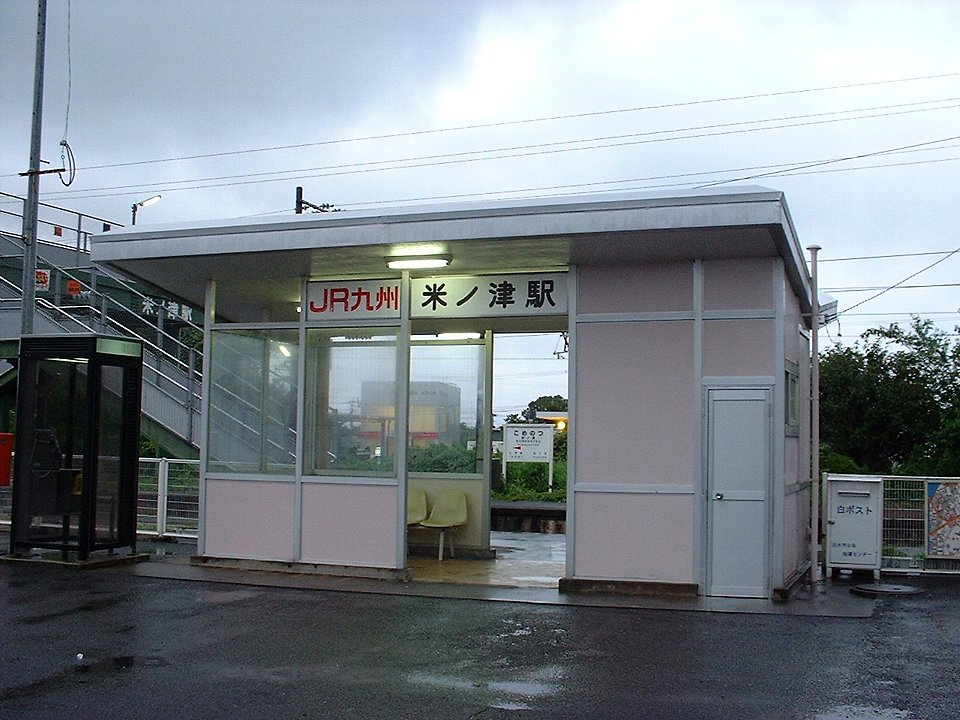
JR九州時代の駅舎（2003年8月）

- 1923年（大正12年）10月15日：鉄道省川内線の駅として開設[1]。
- 1927年（昭和2年）10月17日：湯浦駅 - 水俣駅間開業、八代駅 - 川内駅 - 鹿児島駅間が鹿児島本線に編入される。
- 1949年（昭和24年）6月1日：公共企業体である日本国有鉄道が発足。
- 1961年（昭和36年）9月1日：貨物取扱を廃止[1]。
- 1970年（昭和45年）9月1日：CTC化に伴い駅業務委託化が実施され[2]、出水駅の被管理駅となる。但し出水駅貨物取扱関係で駅長所在駅として存続。
- 1984年（昭和59年）2月1日：荷物扱い廃止[1]。無人駅化[3]、米ノ津駅長が廃止される。
- 1985年（昭和60年）7月：木造駅舎解体、現駅舎が竣工。
- 1987年（昭和62年）4月1日：国鉄分割民営化により、九州旅客鉄道に継承[1]。
- 2004年（平成16年）3月13日：九州新幹線の部分開業に伴う鹿児島本線（八代駅 - 川内駅間）の経営移管により、肥薩おれんじ鉄道の駅となる[4]。
- 2005年（平成17年）3月1日：出水市立出水商業高等学校通学利便のために平日のみ米ノ津発着列車が1往復運転される。

## 駅構造
相対式ホーム2線2面を有する地上駅である。それぞれのホームは若干ずれている。無人駅。
かつては駅長所在駅だったため大きな木造駅舎が建っていたが、無人駅化に伴い解体撤去され、1985年に現在のプレハブ駅舎が竣工した。駅舎の隣には水洗トイレも併設されていたが、設備老朽化に伴い、2021年に閉鎖され使用不可能となっている。

### のりば
| のりば | 路線                | 方向 | 行先                   | 備考                 |
| ------ | ------------------- | ---- | ---------------------- | -------------------- |
| 1      | ■肥薩おれんじ鉄道線 | 上り | 水俣・佐敷・八代方面   | 一部列車のみ         |
| 2      | ■肥薩おれんじ鉄道線 | 上り | 水俣・佐敷・八代方面   | 原則としてこのホーム |
| 2      | ■肥薩おれんじ鉄道線 | 下り | 出水・阿久根・川内方面 |                      |

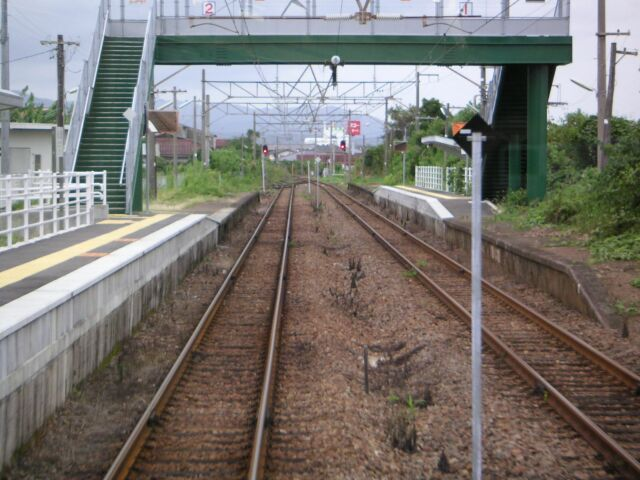
ホーム（2004年9月、列車内より）

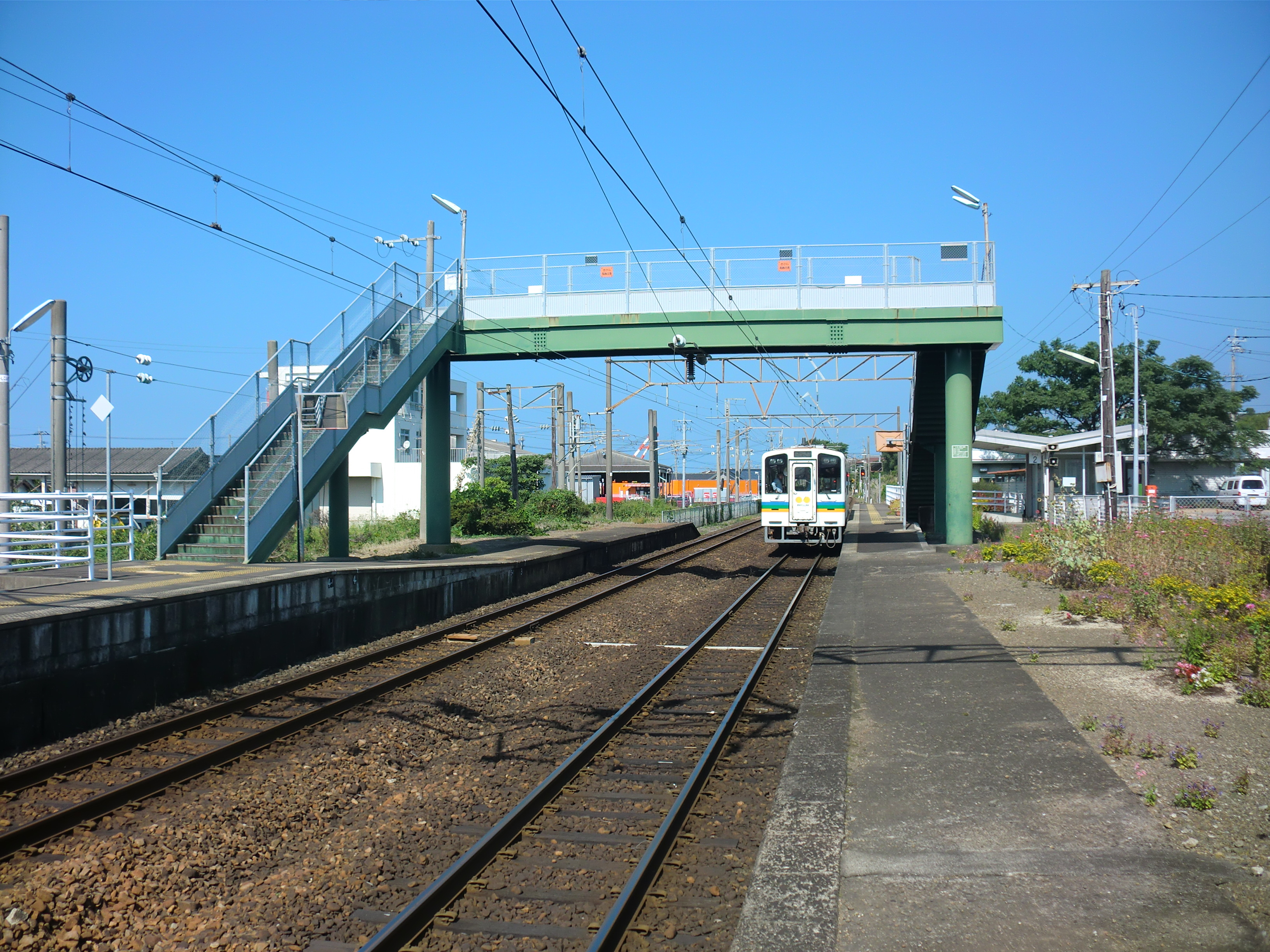
ホーム（2012年10月、肥薩おれんじ鉄道の駅となった後）

- 1番のりばを上下本線とした一線スルーとなっている。このため、通過列車は方向を問わず、1番のりばを通過する。

備考
- 駅周辺に住宅が多く、近隣に出水市立出水商業高等学校もあるため平日の朝夕は当駅を利用する通勤・通学客が多い。そのため通学客輸送として朝7時台に隈之城駅発の当駅止まりの上り列車（土休日は運休）が1本、朝7時台と夕方16時台に当駅始発の下り列車（朝は野田郷駅行き、夕方は川内駅行き、（いずれも土休日運休））の下り列車が各1本ずつ設定されている。

- 普段は無人駅だが、毎年3月の春分の日と翌日に高尾野駅周辺で開催される「高尾野 中の市」の開催時はホームが混雑し、当駅 - 阿久根駅間で臨時列車が多数運行されるため、臨時列車運行時間に合わせて臨時に駅係員が配置される。

- 国鉄時代は木造駅舎が建つ有人駅で、駅東側に貨物用側線とホームがあった他、西側にも数本の小規模貨物取扱用側線が敷かれており、隣の出水駅留置の貨車入換や近隣の米ノ津港等への貨物積降ろしを行っていた。そのため、当駅の貨物取扱が1961年に廃止された後は出水駅の貨物、荷物扱いの補完的な役割を果たしていた。しかし、1984年の出水駅貨物取扱廃止と同時に当駅の貨物取扱も全て廃止された。貨物取扱廃止後は側線が一部を除いて全て撤去されて駅も完全無人化され、その後1985年に駅舎も取り壊された。貨物側線跡地には灌漑用用水路が設置され、その他にジョイフル出水店、コカ・コーラウエストベンディング九州販売部九州第二地区出水営業所(旧・南九州コカ・コーラボトリング出水営業所)、丸大食品出水営業所（2011年頃閉鎖。現在は空きビルになっている）、駐車場や更地等になっている他、側線の一部が電力区員の訓練用の線路として残っている。

- かつては米ノ津港から長島、伊唐島、諸浦島を経由して獅子島の御所浦港まで結んでいた波戸汽船（フェリーすずかぜ）が運航されており、当駅は御所浦フェリーへのアクセス駅としても賑わっていた。しかし、黒之瀬戸大橋、伊唐大橋等の開通によって自動車でのアクセスか格段に向上したことでフェリーは利用率が著しく悪化したため運航区間短縮が行われ、当港 - 宮ノ浦港（長島） - 長島伊唐港（伊唐島）間は2008年5月18日の運航を以て運航が無期限休止され、2009年1月31日を以て正式に廃止されている[5]。

## 利用状況
- 2019年度の1日平均乗降人員は205人である[6]。

| 年度 | 1日平均 乗車人員 | 1日平均 乗降人員 |
| ---- | ---------------- | ---------------- |
| 2005 | 115              |                  |
| 2006 | 104              |                  |
| 2007 | 109              | 221              |
| 2008 | 97               | 197              |
| 2009 | 97               | 199              |
| 2010 | 89               | 181              |
| 2011 | 83               | 171              |
| 2012 | 88               | 181              |
| 2013 | 104              | 212              |
| 2014 | 100              | 206              |
| 2015 | 103              | 210              |
| 2016 |                  | 186              |
| 2017 |                  | 200              |
| 2018 |                  | 201              |
| 2019 |                  | 205              |

## 駅周辺
- 米ノ津港
- 加紫久利神社
- 野間の関址
- 米ノ津郵便局
- 出水市立米ノ津東小学校
- ニシムタ
- 洋服の青山出水店
- ゲオ出水店
- ヤマダデンキテックランドNew出水店
- 出水市立出水商業高等学校
- 出水総合医療センター
- 国道3号
- 南国交通米ノ津駅下停留所、米ノ津元町停留所 - ともに国道3号沿い

## バス路線
駅前ロータリー内に「米ノ津駅前」停留所があり、下記の路線が発着する。
出水ふれあいバス
- 出水循環線
  - 出水バスセンター 行

## 隣の駅
肥薩おれんじ鉄道
■肥薩おれんじ鉄道線
袋駅（OR14） - 米ノ津駅（OR15） - 出水駅（OR16）